# Seis de Abril
Seis de Abril är en ort i Mexiko.   Den ligger i kommunen Palmillas och delstaten Tamaulipas, i den centrala delen av landet, 400 km norr om huvudstaden Mexico City. Seis de Abril ligger 1 405 meter över havet och antalet invånare är 138.
Terrängen runt Seis de Abril är kuperad norrut, men söderut är den bergig. Runt Seis de Abril är det mycket glesbefolkat, med 2 invånare per kvadratkilometer. Närmaste större samhälle är El Llano de Azuas, 5,4 km söder om Seis de Abril. I omgivningarna runt Seis de Abril växer i huvudsak blandskog.